# Cercs
Cercs település Spanyolországban, Barcelona tartományban. Lakosainak száma 1193 fő (2024).

## Földrajza
Cercs Vallcebre, Guardiola de Berguedà, La Nou de Berguedà, Vilada, La Quar, Olvan, Berga, Castellar del Riu és Fígols községekkel határos.

## Népesség
A település lakosságának változását az alábbi diagram mutatja:
| Lakosok száma | 212  | 475  | 2655 | 4148 | 1790 | 1338 | 1334 | 1246 | 1145 | 1193 |
|               | 1717 | 1887 | 1936 | 1960 | 1986 | 2004 | 2009 | 2014 | 2019 | 2024 |